# Konstytucja Chorwacji

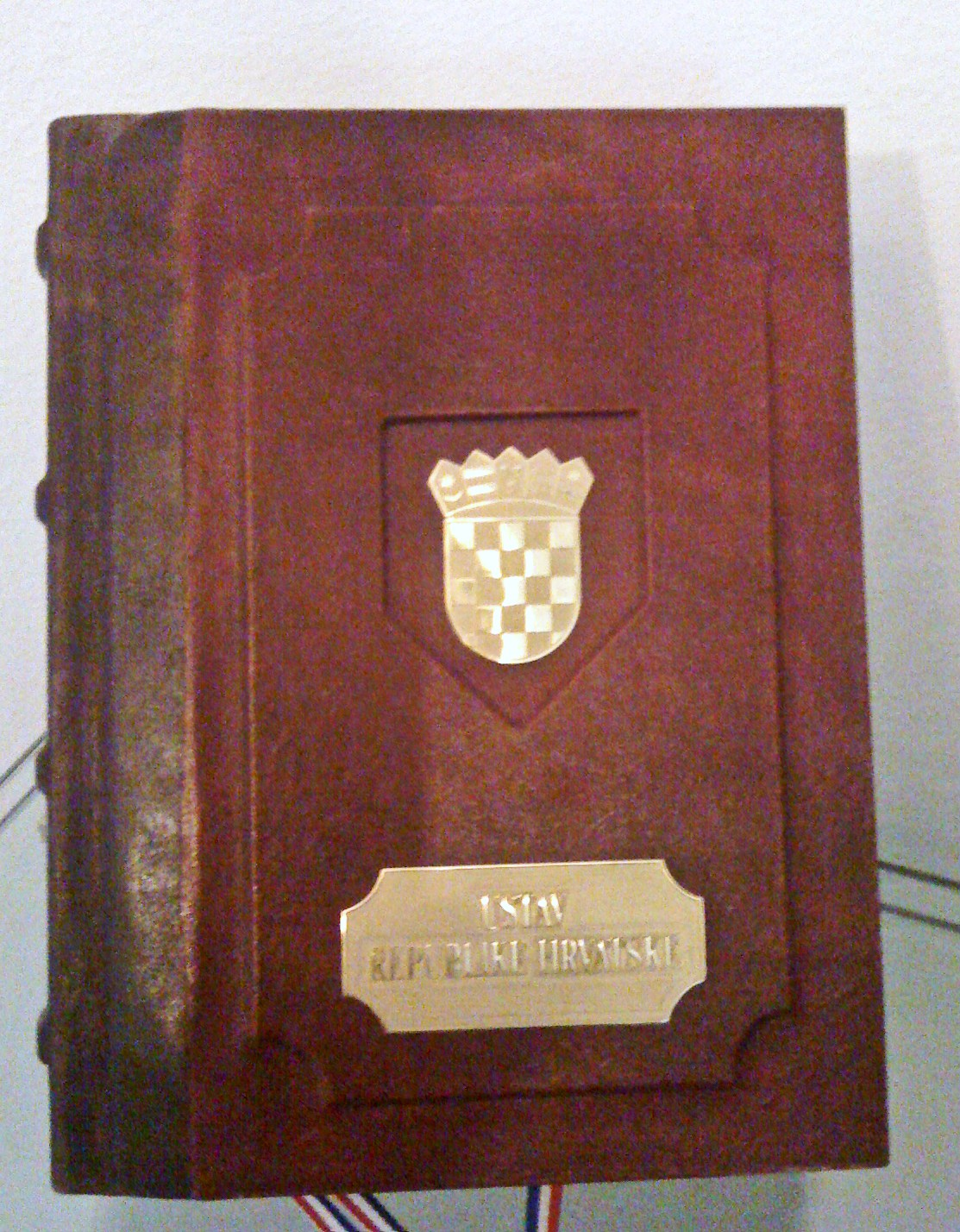
Egzemplarz konstytucji Chorwacji przechowywany w siedzibie chorwackiego Trybunału Konstytucyjnego i używany w uroczystości zaprzysiężenia prezydenta Republiki

Konstytucja Chorwacji (chorw. Ustav Republike Hrvatske) – ustawa zasadnicza Chorwacji uchwalona 22 grudnia 1990, której projekt opublikowano, w celu poddania publicznej debacie, 23 listopada tego samego roku, zaś tekst jednolity ukazał się 7 maja 2001 w dzienniku urzędowym „Narodne novine” (nr 41). Jest to pierwsza nowa ustawa zasadnicza w krajach Europy Środkowo-Wschodniej i nawiązuje do rozwiązań zachodnioeuropejskich. Cechuje się sztywnością oraz podziałem na część nieartykułowaną (preambułę) i artykułowaną, na którą składa się 150 artykułów (pierwotnie 142) pogrupowanych w dziesięciu tytułach (pierwotnie dziewięciu). Nowelizowana była kilkukrotnie: w 1997, 2000, 2001 oraz 2010, a wiele poprawek polegało na zmianach w terminologii.

## Treść ustawy
Chorwacka ustawa zasadnicza rozpoczyna się tytułem pt. Podstawy historyczne wymieniającym m.in. „rozmaite formy państwowe” narodu chorwackiego, począwszy od księstw chorwackich z VII wieku, aż do niepodległej i suwerennej Chorwacji powstałej po rozpadzie Jugosławii. Tytuł II (Zasady podstawowe) zawiera w sobie art. 1 wymieniający cztery idee przewodnie ustroju politycznego Republiki Chorwacji jakimi są republikańska forma rządów, unitaryzm, demokracja i państwo opiekuńcze. Kolejne tytuły noszą tytuły: Ochrona praw człowieka i podstawowych wolności (dzieli się on na cztery  podtytuły: Postanowienia ogólne, Wolności i prawa osobiste i polityczne oraz Prawa gospodarcze, socjalne i kulturalne), Ustrój władzy państwowej (dzieli się on na pięć  podtytułów: Chorwacki Sabor, Prezydent Republiki Chorwacji, Rząd Republiki Chorwacji, Władza sądownicza i Prokuratura), Trybunał Konstytucyjny Republiki Chorwackiej, Samorząd dzielnicowy, lokalny i okręgowy (regionalny), Stosunki międzynarodowe (dzieli się on na dwa podtytuły: Umowy międzynarodowe i Łączenie się i oddzielanie), Unia Europejska↓, Zmiana konstytucji oraz Postanowienia końcowe.

## Nowelizacje

### 1997
Pierwsza nowelizacja nastąpiła w 1997 poprzez Ustawę konstytucyjną o zmianie i uzupełnieniu Konstytucji Republiki Chorwacji z 12 grudnia 1997 (Ustavni zakon o izmjenama i dopunama Ustava Republike Hrvatske 12 prosinca 1997) ogłoszoną w „Narodne novine” następnego dnia (nr 135). Termin „Republika” zastąpiono terminem „państwo”, a tam gdzie termin „Republika” odnosił się do oficjalnie nazwy kraju zamieniono go na termin „Republika Chorwacji”. Przyznano pracodawcom wolność zrzeszania się (art. 59 ust. 4). Zmieniono nazwę parlamentu na „Chorwacki Państwowy Sabor” (Hrvatski državni sabor) oraz uchylono rozdział IX, o ówczesnym tytule Postanowienia przejściowe i końcowe zawierający art. 140-142.

### 2000
Druga nowelizacja miała miejsce w 9 listopada 2000 co ogłoszono w „Narodne novine” 16 listopada tego samego roku (nr 113). Była ona konieczna w związku z ustabilizowaniem sytuacji politycznej po zakończeniu wojny domowej w Chorwacji a także z demokratyzacją kraju po śmierci autorytarnego prezydenta Franjo Tuđmana. Zmiany nastąpiły w ok. połowie artykułów co w efekcie wprowadziło więcej praw obywatelskich oraz osłabiło pozycję prezydenta kosztem parlamentu. Dodatkowo zmieniono po raz kolejny zmieniono nazwę parlamentu, tym razem na „Chorwacki Sabor” (Hrvatski sabor). W art. 92 ust.4 uszczegółowiono kompetencje „Obrońcy Praw Narodu” (Pučki pravobranitelj). Określono, iż przewodniczący komisji śledczej wybierany jest przez „większość deputowanych z grona deputowanych opozycyjnych” (art. 91 ust. 3). Do kompetencji prezydenta dodano „wykonywanie innych funkcji określonych Konstytucją” (art. 97. ust. 1 ppkt. 3) oraz przyznano mu immunitet (art. 105). Wprowadzono trzydziestodniowy termin na wydanie przez Trybunał Konstytucyjny „orzeczenia o odpowiedzialności Prezydenta Republiki za naruszenie Konstytucji”(art. 104 ust. 4). Dodano art. 110 (terminy na utworzenie rządu), 111 (powołanie pozapartyjnego rządu tymczasowego i zarządzenie przedterminowych wyborów) i 112 (kompetencje rządu)oraz dodano nowy podtytuł Prokuratura w tytule Ustrój władzy państwowej (składa się on z art. 124). Zwiększono uprawnienia Trybunału Konstytucyjnego (dodano art. 129 ust. 3 i zmieniono brzmienie art. 128 ust. 1 ppkt 3, 4 i 5). Zmieniono nazwę tytułu VI z Ustrój samorządu terytorialnego (lokalnego) i administracji terytorialnej na Samorząd dzielnicowy, lokalny i okręgowy (regionalny) wprowadzając jednocześnie art. 134 (zadania samorządu terytorialnego) i 135 (statuty samorządu terytorialnego), a także dodano art. 139 ust. 2 i 3, mówiące m.in. o uchwalaniu umów międzynarodowych przy większości kwalifikowanej 2/3 głosów wszystkich deputowanych.

### 2001
Trzecią nowelizację przeprowadzono 28 marca 2001 co zostało ogłoszone 2 kwietnia tego samego roku w „Narodne novine” (nr 28). Zastąpiono termin „obywatel” na kwalifikator „każdy” lub „osoba” a wyrażenie „podstawowe wolności i prawa człowieka i obywatela” zamieniono na „prawa człowieka i podstawowe wolności” w efekcie czego zmieniono także nazwę tytułu III). Uchylono art. 70 ust. 2 i art. 81 w związku z czym nastąpiła zmiana numeracji artykułów, a także wprowadzono art. 144, 145 (uzależniający uchwalenie zmiany konstytucji od większości 2/3 głosów wszystkich deputowanych), 146 (likwidujący jedną z izb parlamentu) i 147 przy czym dwa ostatnie stworzyły razem nowy tytuł Postanowienia końcowe.

### 2010
W październiku 2009 rząd Jadranki Kosor wraz z 52 parlamentarzystami wyniósł kolejny projekt zmiany konstytucji. Dodawał on nowy tytuł Unia Europejska (o numeracji VIIa) oraz usuwał zapisy uzależniające ważność referendum (art. 86), w tym referendum o zrzeszaniu się z innymi państwami (art. 141 ust. 4),  od 50% frekwencji wszystkich osób uprawnionych do głosowania. Było to związane z istnieniem dużej diaspory chorwackiej oraz posiadaniem przez część obywateli tego kraju drugiego obywatelstwa, szczególnie Bośni i Hercegowiny, co wiązało się z obawą władz o ważność referendum dotyczącego członkostwa w Unii Europejskiej. Nowelizacja nastąpiła 16 czerwca 2010 i ogłoszona została w „Narodne novine” (nr 76).